# Undibacterium oligocarboniphilum
Undibacterium oligocarboniphilum es una bacteria gramnegativa del género Undibacterium. Fue descrita en el año 2011. Su etimología hace referencia a amante de bajas concentraciones de carbono. Es aerobia y móvil por flagelo. Tiene un tamaño de 0,5 μm de ancho por 1,5-2 μm de largo. Crece formando agregados de células. Forma colonias traslúcidas, brillantes, convexas, de color cremoso y con márgenes enteros en agar R2A tras 2 días de incubación. No crece en agar TSA. Catalasa y oxidasa positivas. Temperatura de crecimiento entre 10-35 °C. Tiene un contenido de G+C de 52,4%. Se ha aislado de agua purificada en Alemania. 